# Джонстон, Грег
Грег Джонстон (Greg Johnston) (родился 16 мая 1959 года в Окленде, Новая Зеландия) — бывший участник сборной Новой Зеландии по академической гребле, завоевавший олимпийскую бронзовую медаль на летних Олимпийских играх 1988 года в Сеуле. Джонстон стал бронзовым призёром в составе четвёрки вместе с Джорджем Кейсом (George Keys), Ианом Райтом, Крисом Уайтом и Эндрю Бёрдом (Andrew Bird).
Джонстон ранее участвовал в летней Олимпиаде-1984 в Лос-Анджелесе в восьмерке, которая финишировала четвёртой, а также был определен для Олимпийских игр 1980 года в Москве, но не участвовал из-за их бойкота.
В 1986 во время Игр Содружества он был в четвёрке, которая выиграла серебряную медаль. На чемпионате мира по гребле на байдарках он завоевал золотую, 2 серебряных и одну бронзовую медаль.